# Ministro capo di Jersey
Il Ministro capo di Jersey (in inglese: Prime minister of Jersey, in jèrriais: Chef Minnistre dé Jèrri) è il capo del governo dell'isola di Jersey. Il primo ministro non è eletto direttamente dal popolo, ma dal parlamento. L'istituzione del ministro capo è dovuta alla riforma del meccanismo di governo, dal Comitato nazionale di Jersey a un gabinetto guidato dal primo ministro.
Questa carica è stata creata a seguito di una riforma amministrativa nel 2005. 
Il ministro capo presiede le riunioni del gabinetto ed è responsabile degli incontri internazionali e nel Regno Unito.
Il ministro capo è eletto dagli Stati di Jersey per 3 anni.
Il 7 giugno 2018, John Le Fondré è stato eletto ministro capo.

## Elenco dei ministri capo di Jersey
| Immagine            | Ministro capo  | Mandato Durata in anni e giorni | Mandato Durata in anni e giorni | Mandato Durata in anni e giorni |
| ------------------- | -------------- | ------------------------------- | ------------------------------- | ------------------------------- |
|                     | Frank Walker   | 18 dicembre 2005                | 12 dicembre 2008                | 2005                            |
| 2 anni e 361 giorni |                |                                 |                                 |                                 |
|                     | Terry Le Sueur | 12 dicembre 2008                | 18 novembre 2011                | 2008                            |
| 2 anni e 342 giorni |                |                                 |                                 |                                 |
|                     | Ian Gorst      | 18 novembre 2011                | 7 giugno 2018                   | 2011 2014                       |
| 6 anni e 202 giorni |                |                                 |                                 |                                 |
|                     | John Le Fondré | 7 giugno 2018                   | 12 luglio 2022                  | 2018                            |
| 4 anni e 36 giorni  |                |                                 |                                 |                                 |
|                     | Kristina Moore | 12 luglio 2022                  | in carica                       | 2022                            |